# Gaszowice (gmina)
La gmina de Gaszowice est une commune rurale de la voïvodie de Silésie et du powiat de Rybnik. Elle s'étend sur 19,54 km2 et comptait 8 739 habitants en 2006. Son siège est le village de Gaszowice qui se situe à environ 9 kilomètres à l'ouest de Rybnik et à 44 kilomètres à l'ouest de Katowice.

## Villages
La gmina de Gaszowice comprend les villages et localités de Czernica, Gaszowice, Łuków, Piece et Szczerbice.

## Villes et gminy voisines
La gmina de Gaszowice est voisine des villes de Pszów et Rydułtowy et des gminy de Jejkowice et Lyski.